# فرامرز نامه
فرامرز نامه هي ملحمة فارسية تحكي مغامرات البطل فرامرز [الإنجليزية] وهو ابن رستم.

## المخطوطات
يذكر كتاب تاريخ سيستان رواية عن أخبار فرامرز في اثني عشر مجلدًا، ولكن هذا العمل، الذي من المرجح أنه كان نثرًا، قد ضاع. وبدلًا من ذلك، هناك اثنان من ملحمات فرامرز نام، وكلاهما في شكل قصائد شعرية ملحمية.

### المخطوطة الأولى
المخطوطة الأولى، والتي يبدو أنها أقدم، كتبها شاعر مجهول يقدم نفسه على أنه مُعجب بالفردوسي ويرجع تاريخها إلى ما بين منتصف القرن الحادي عشر والثاني عشر. في المخطوطة يقدم نفسه قرويًّا من بيروز آباد (ربما خطأ إملائي، حيث كان من الممكن أن يكون النص يعني فورس آباد، وهي بلدة بالقرب من مرف في خراسان). يذكر الشاعر أنه قام بتأليف فرامرز نامه في سن السادسة والثلاثين وأن المصدر الرئيس له هو كتاب آزادسارو. مثل غيره من كتاب الشعر الملحمي الفارسيين الذين جاؤوا بعد الفردوسي، تأثر مؤلف هذا العمل بشكل كبير بأسلوب الشاهنامة.

### المخطوطة الثانية
المخطوطة الثانية هي كتاب معروف يقع في 464 صفحة ويحتوي على ما بين تسعة وعشرة آلاف ديستيش. وقد طبعه في بومباي عام 1906 العالم الزرادشتي رستم، ابن بهرام سوروش من تافت، وهو معاصر لمظفر الدين شاه (حكم من عام 1896 إلى عام 1907) الذي سافر إلى الهند لجمع القصص عن فرامرز.

## حبكة مبنية على المخطوطة الأولى
تدور أحداث القصة حول رحلة فرامرز إلى الهند من أجل مساعدة الملك الهندي نوشاد شاه بناءً على أوامر الملك الإيراني كاي كافوس. أمر كاي كافوس فرامرز بمساعدة الملك الهندي نوشاد شاه. وفي أثناء وجوده هناك، قَتَل كوناس ديف (شيطان آكل جِيَف، اختطف ابنة الملك الهندي)، وكارجي غويا (وحيد قرن مُتكلم)، وأزداها (تنين)، وثلاثين ألف وحيد القرن. ثم يغادر إلى أرض جايبال حيث يتعين عليه إنجاز سبع مهام أو أعمال. (قارن مع الفردوسي الذي ذكر في الشاهنامة أيضًا أعمال رستم السبعة). تشكل دورة المراحل السبع أو الأعمال السبعة نموذجًا للملاحم البطولية في الأدب الفارسي. العمل السادس لفرامرز هو مناظرة مع براهماني هندي؛ وفي نهايتها يتخلى البراهماني عن إيمانه بالأصنام ويعبد يزدان. وهذا يختتم كتاب فرامرز نامه الذي ينتهي دون ذكر العمل السابع لفرامرز أو رحلته إلى جيبال.

## حبكة مبنية على المخطوطة الثانية
تبدأ القصة مع البطل الإيراني رستم. أثناء سفر رستم إلى الهند، وُلد فرامرز من زواج رستم وابنة ملك الهند. أما القسم الثاني فيحكي عن مآثر بنو جشسب بنت رستم. هنا يلعب فرامرز دورًا ثانويًا وتركز القصة بشكل أساسي على بنو جشسب. يتضمن القسم الثالث نسخة من فرامرز نامه التي نُوقشَت في المجموعة الأولى من المخطوطات أعلاه. ويحتوي القسم الرابع من الكتاب على حوالي 6000 بيت شعري، وهو يقدم نسخة أخرى من مغامرات فرامرز في الهند وقرفان. تحدث هذه الأحداث في عهد كاي خسرو، ويمكن اعتبار هذا القسم من القصة استمرارًا للمجموعة الأولى من المخطوطات. ثم يحتوي القسم الرابع على العديد من مغامرة فارامرز بما في ذلك:
- معركته مع المحارب توفورج
- معركته مع المحارب راي
- معركته مع شيطان يدعى تاجانو
- عودة فرامرز إلى إيران
- الرحلة الثانية للفرامرز إلى الهند لغزو ماهاراك
- رحلته إلى جزيرة كحيلة1
- قتله للشيطان الأسود الذي أسر ابنة ملك الكاهلة
- زواج فرامرز من ابنة ملك كهيلة الأسيرة
- رحلاته إلى أراضي شرق الهند
- معركته مع أهل جزيرة فيلجوشان (حرفيًا آذان الفيل)
- مناظرته مع البراهمة الهنود
- قتل الرخ والتنين
- رحلته إلى قروان وقتل التنين والذئب والأسد
- استحواذه على كنوز جارشاسب، ورحلاته إلى أراضي باختر (غرب)
- زيارته لمقبرة هوشنك
- وقوعه في حب ابنة فرتور-توش، ملك الجنيات، واختفاء الفتاة في الربيع، وبحثه عنها.
- إنجازه للمهام السبع للوصول إلى مملكة الجنيات.
- تتضمن المهام السبع قتل الأسد والذئب ووحيد القرن والتنين والغول، والسفر عبر المناخات الباردة والساخنة.
- يصل فرامرز إلى أرض فرطورتوش ويتزوج ابنته
- يعود فرامرز إلى إيران حيث أنجبت زوجاته ولدين نبيلين، سام وهي ابنة ملك الجنيات وآدار برزين، التي كانت أمها ابنة ملك كهيلا.

إن مآثر سام هي موضوع كتاب سام نامه لخواج الكرماني (القرن الرابع عشر). وقد سُردَت مغامرات آدار-بورزيناري في الجزء الأخير من بهمن نامه.

## ملحوظات
1. ↑  Encyclopedia Iranica, "Azadsarv" by Djalal. Khaleghi-Motlagh نسخة محفوظة 2024-12-04 على موقع واي باك مشين.
2. 1 2 3  "FARĀMARZ-NĀMA" in Encyclopedia Iranica by Djalal Khaleghi-Motlagh. Accessed April 4, 2010:

## قراءة إضافية
- Van Zutphen، Marjolijn (2017). A Story of Conquest and Adventure: The Large Farāmarznāme. Leiden University Press. ISBN:978-9400602779.